# Анна Ангеліна
Анна Комніна Ангеліна (бл. 1176 —1212) — імператриця Нікеї.

## Життєпис
Походила з династії Ангелів. Молодша донька Олексія Ангела та Євфросинії Каматирени. Народилася близько 1176 року. У 1185 році її стрийко Ісаак Ангел став імператором, завдяки чого статус її родини суттєво підвищився. Напочатку 1190-х років стала дружиною себастократора Ісаака Комніна Ватаца (сина деспота Феодора Ватаца). У 1195 році батько Анни стає імператором. Того ж року чоловік Ісаака Комнін у битві з болгарами зазнав поразки й потрапив у полон, де згодом помер.
Анна мешкала при імператорському дворі. Наприкінці 1199 або на початку 1200 року одружилася з аристократом Феодором Ласкарісом. Останній у 1203 році намагався зберегти трон для Олексія III, але марно. Разом з чоловіком втекла до Малої Азії у 1204 році напередодні падіння Константинополя перед військами Четвертого хрестового походу. Невдовзі Анна отримує титул Нікейської імператриці.
Вона надала законні права чоловікові претендувати на спадщину Візантійської імперії. Усіляко допомагала Феодору I зміцнити своє становище у Малій Азії, привернути на свій бік місцеву знать. Померла у 1212 році під час невідомої епідемії мору.

## Родина
1. Чоловік — Ісаак Комнін Ватац, себастократор.
Діти:
- Феодора (1190—1246), дружина Леопольда VI Бабенберга, герцога Австрії

2. Чоловік — Феодор I, нікейський імператор.
Діти:
- Миколай (д/н — 1212)
- Іоанн (д/н — 1212)
- Ірина (бл. 1200—1239), дружина: 1) деспота Андроніка Палеолога; 2) Іоанна III, нікейського імператора
- Марія (1206—1270), дружина Бели IV, короля Угорщини
- Євдокія (1210/1212—1247/1253), дружина: 1) Ансо IV де Кайо, регента Латинської імперії; 2) Фрідріха II, герцога Австрійського та Штирійського